# Regione metropolitana Reno-Meno

Dettagli della regione metropolitana Reno-Meno

La Metropolregion Reno-Meno è una regione metropolitana della Germania situata nella parte sud-occidentale del paese. Comprende le zone intorno alle città principali di Francoforte, Wiesbaden, Magonza, Darmstadt e Offenbach e raggiunge la popolazione complessiva di 5,8 milioni di abitanti. Comprende territori appartenenti a tre stati federali tedeschi (l'Assia, la Renania-Palatinato e la Baviera).

## Storia
La regione, che ha preso il nome dai fiumi Reno e Meno, è ufficialmente riconosciuta come area metropolitana europea.

## Città incluse
| Città                    | Abitanti | Stati federati |
| ------------------------ | -------- | -------------- |
| Frankfurt am Main        | 691.518  | HE             |
| Wiesbaden                | 278.919  | HE             |
| Magonza                  | 200.957  | RP             |
| Darmstadt                | 149.052  | HE             |
| Offenbach am Main        | 122.705  | HE             |
| Hanau                    | 89.688   | HE             |
| Worms                    | 81.967   | RP             |
| Gießen                   | 78.584   | HE             |
| Aschaffenburg            | 68.808   | BY             |
| Fulda                    | 64.249   | HE             |
| Rüsselsheim              | 61.074   | HE             |
| Bad Homburg vor der Höhe | 52.528   | HE             |
| Oberursel (Taunus)       | 44.075   | HE             |
| Rodgau                   | 43.237   | HE             |
| Dreieich                 | 40.721   | HE             |
| Bensheim                 | 39.805   | HE             |
| Hofheim am Taunus        | 38.437   | HE             |
| Maintal                  | 38.261   | HE             |
| Neu-Isenburg             | 36.485   | HE             |
| Langen (Hessen)          | 36.031   | HE             |
| Mörfelden-Walldorf       | 34.430   | HE             |
| Limburg an der Lahn      | 33.544   | HE             |
| Dietzenbach              | 33.479   | HE             |
| Viernheim                | 32.721   | HE             |
| Bad Vilbel               | 32.238   | HE             |
| Lampertheim              | 31.422   | HE             |
| Bad Nauheim              | 31.314   | HE             |